# Draconarius pseudowuermlii
Draconarius pseudowuermlii är en spindelart som beskrevs av Wang 2003. Draconarius pseudowuermlii ingår i släktet Draconarius och familjen mörkerspindlar. Inga underarter finns listade i Catalogue of Life.